# Landstede Sportcentrum
Il Landstede Sportcentrum è un'arena coperta situata a Zwolle che ospita le partite casalinghe del Landst. Hammers.